# Friedrich August von Mensch
Friedrich August von Mensch (* 24. Januar 1798 in Dresden; † 24. Februar 1881) war ein großherzoglich-sächsischer Geheimer Kommerzienrat, königlich-sächsischer Generalkonsul der Argentinischen Republik und der Republik Uruguay für das Königreich Sachsen sowie Ritter des Königlich Griechischen Erlöser-Ordens.

## Leben
Friedrich August von Mensch stammte aus der sächsischen Residenzstadt Dresden und wurde nach dem regierenden König Friedrich August von Sachsen benannt.
Er lebte in Dresden und verfasste während seiner dienstlichen handelspolitischen Tätigkeit als Kommerzienrat und Generalkonsul mehrere Druckschriften vor allem in französischer Sprache. 1857 bemühte er sich um die Einführung eines Verfahrens zur Hebung und Belebung überseeischer Geschäftsverbindungen.
Mensch war Mitglied der Freimaurerloge in Dresden, der er bei seinem Tod im Jahre 1881 testamentarisch 1500 Reichsmark vermachte. Damit war die Auflage verbunden, dass der jährliche Zinsenertrag von diesem Legate dem würdigsten und bedürstigsten Zöglinge bei dessen Abgang aus der Lehr- und Erziehungsanstalt für Knaben in Dresden-Friedrichstadt ausgezahlt werde.

## Werke (Auswahl)
- Guide diplomatique, Leipzig, F. A. Brockhaus, 1832.
- Nouvelles causes celebres du droit de gens, Leipzig, F. A. Brockhaus, 1843.
- Manuel pratique du consulat. Ouvrage consacré spécialement aux consuls de Prusse et des autres états formant le Zollverein, ou l’association de douanes et de commerce allemande. Suivi d’un tableau des consulats qu’ont les états de cette union a l’étranger, Leipzig, F. A. Brockhaus, 1846.
- Dictionnaire ou manuel-lexique du diplomate et du consul, Leipzig, F. A. Brockhaus, 1846.